# Calle Järnkrok
Calle Karl Åke Järnkrok, född 25 september 1991 i Gävle, är en svensk ishockeyspelare som spelar för Toronto Maple Leafs i NHL.
Han har tidigare spelat på NHL-nivå för Calgary Flames, Seattle Kraken och Nashville Predators och på lägre nivåer för Grand Rapids Griffins i AHL och Brynäs IF i SHL.

## Karriär

### Brynäs IF
Järnkrok inledde sin karriär i Brynäs IF. Han debuterade i Elitserien säsongen 2009/2010 och gjorde då 10 poäng på 33 matcher.

### Detroit Red Wings
Järnkrok draftades i andra rundan, som 51:a spelare totalt av Detroit Red Wings i NHL-draften 2010. Han tradades, utan att ha spelat en match med Red Wings, tillsammans med Patrick Eaves till Nashville Predators 5 mars 2014 i utbyte mot David Legwand.

### Nashville Predators
2014 gjorde han sin NHL-debut för Nashville Predators och gjorde sitt första mål 27 mars samma år, mot Matt Hackett i Buffalo Sabres. Totalt gjorde han 9 poäng på de 12 sista matcherna säsongen 2013/14.
Säsongen 2014/15 var hans första hela NHL-säsong och han gjorde 18 poäng på 74 matcher, fördelat på sju mål och elva assist. Efter säsongen skrev han på ett ettårskontrakt med Predators 17 juli 2015.
Efter en bra säsong skrev han 26 juli 2016 på ett sexårskontrakt med Predators, värt 12 miljoner dollar.

## Meriter
Järnkrok deltog i TV-Pucken år 2006 och 2007 och representerade då Gästrikland. Han var senare med och vann SM-guld med Brynäs IF under säsongen 2011/2012. Dessutom spelade han som forward i den svenska landslagstruppen som tog VM-guld under Ishockey-VM 2013.

## Statistik

### Grundserie och slutspel
| 2007–08    | Brynäs IF             | J18 Allsv  | 13  | 4   | 4   | 8   | 4   | —  | — | —  | —  | —  |
| 2007–08    | Brynäs IF             | J20        | 2   | 0   | 0   | 0   | 2   | —  | — | —  | —  | —  |
| 2008–09    | Brynäs IF             | J18        | 3   | 2   | 4   | 6   | 12  | —  | — | —  | —  | —  |
| 2008–09    | Brynäs IF             | J18 Allsv  | 4   | 3   | 3   | 6   | 0   | 2  | 0 | 1  | 1  | 2  |
| 2008–09    | Brynäs IF             | J20        | 41  | 8   | 18  | 26  | 37  | 7  | 4 | 3  | 7  | 2  |
| 2009–10    | Brynäs IF             | J20        | 19  | 11  | 20  | 31  | 30  | 2  | 0 | 1  | 1  | 0  |
| 2009–10    | Brynäs IF             | SHL        | 33  | 4   | 6   | 10  | 2   | 5  | 1 | 1  | 2  | 0  |
| 2010–11    | Brynäs IF             | SHL        | 49  | 11  | 16  | 27  | 4   | 3  | 3 | 0  | 3  | 2  |
| 2011–12    | Brynäs IF             | SHL        | 50  | 16  | 23  | 39  | 22  | 16 | 4 | 12 | 16 | 12 |
| 2012–13    | Brynäs IF             | SHL        | 53  | 13  | 29  | 42  | 12  | 4  | 0 | 0  | 0  | 6  |
| 2012–13    | Grand Rapids Griffins | AHL        | 9   | 0   | 3   | 3   | 0   | —  | — | —  | —  | —  |
| 2013–14    | Grand Rapids Griffins | AHL        | 57  | 13  | 23  | 36  | 14  | —  | — | —  | —  | —  |
| 2013–14    | Milwaukee Admirals    | AHL        | 6   | 5   | 4   | 9   | 0   | 3  | 1 | 1  | 2  | 2  |
| 2013–14    | Nashville Predators   | NHL        | 12  | 2   | 7   | 9   | 4   | —  | — | —  | —  | —  |
| 2014–15    | Nashville Predators   | NHL        | 74  | 7   | 11  | 18  | 18  | 6  | 0 | 2  | 2  | 0  |
| 2015–16    | Nashville Predators   | NHL        | 81  | 16  | 14  | 30  | 14  | 14 | 0 | 1  | 1  | 4  |
| 2016–17    | Nashville Predators   | NHL        | 81  | 15  | 16  | 31  | 25  | 21 | 2 | 5  | 7  | 2  |
| 2017–18    | Nashville Predators   | NHL        | 68  | 16  | 19  | 35  | 12  | 7  | 0 | 1  | 1  | 0  |
| 2018–19    | Nashville Predators   | NHL        | 79  | 10  | 16  | 26  | 12  | 6  | 0 | 2  | 2  | 2  |
| 2019–20    | Nashville Predators   | NHL        | 64  | 15  | 19  | 34  | 14  | 4  | 1 | 0  | 1  | 0  |
| 2020–21    | Nashville Predators   | NHL        | 49  | 13  | 15  | 28  | 14  | 5  | 0 | 1  | 1  | 2  |
| 2021–22    | Seattle Kraken        | NHL        | 49  | 12  | 14  | 26  | 2   | —  | — | —  | —  | —  |
| 2021–22    | Calgary Flames        | NHL        | 17  | 0   | 4   | 4   | 4   | 12 | 1 | 3  | 4  | 0  |
| 2022–23    | Toronto Maple Leafs   | NHL        | 73  | 20  | 19  | 39  | 14  | 11 | 1 | 2  | 3  | 0  |
| SHL totals | SHL totals            | SHL totals | 185 | 44  | 74  | 118 | 40  | 28 | 8 | 13 | 21 | 20 |
| NHL totals | NHL totals            | NHL totals | 647 | 126 | 154 | 280 | 133 | 86 | 5 | 17 | 22 | 10 |